# A.S.D. Virtus Pavullese
Associazione Sportiva Dilettantistica Virtus Pavullese là một câu lạc bộ bóng đá Ý đến từ Pavullo nel Frignano, Emilia-Romagna.

## Lịch sử
Câu lạc bộ được thành lập vào năm 1993 sau khi sáp nhập giữa Unione Sportiva Pavullese Olimpia (đội bóng thành phố lịch sử thành lập năm 1919) và Virtus Real Pavullese 91 (thành lập năm 1991), thi đấu tại Promozione Emilia Muff Romagna.

## Màu sắc và huy hiệu
Màu sắc của câu lạc bộ là màu trắng và màu xanh lá cây.